# Néstor Hugo Rivas
Néstor Hugo Rivas (Buenos Aires, Argentina; 1937 - Ibídem; 1 de abril de 1994) fue un actor y director de teatro argentino.

## Carrera
Fue un gran actor y director cuya carrera artística incluyó trabajos en teatro y en televisión. Comenzó con la comedia musical Los fanáticos, como suplente de Luis Medina Castro.
En 1985 protagonizó La bestia en la jungla, en 1986 integró el elenco de Eqqus, y en 1990 actuó en Duce, la divina y en Por los mandriles.
En la pantalla chica ocupó un importante espacio en ficciones, programas cómicos y de terror, y unitarios. En Canal 13 se destacó en los programas Tiempo de vivir, en Canal 11 en La casa, el teatro y usted y El hombre que volvió de la muerte, en el papel de "Abdul", el ayudante ciego de Elmer Van Hess (Narciso Ibáñez Menta).
En cine actuó en las películas Jacinta Pichimahuida se enamora (1977), con dirección de Enrique Cahen Salaberry y libreto de Abel Santa Cruz, junto a María de los Ángeles Medrano y Jorge Martínez; Los chiflados dan el golpe (1975) de Enrique Dawi con Albino Rojas Martínez, Nelly Láinez, Carlos Scazziotta y Julio de Grazia; y Desde el abismo (1980), con dirección de Fernando Ayala, junto a Thelma Biral, Olga Zubarry y Alberto Argibay.
En teatro trabajó junto a primeras figuras de la escena nacional argentina, entre ellas, Eloísa Cañizares, Zelmar Gueñol, Tina Serrano, María Rosa Gallo, Lydia Lamaisón, Ricardo Darín y Perla Santalla.

## Fallecimiento
El actor Néstor H. Rivas falleció el 1 de abril de 1994 a los 56 años. Sus restos descansan en el Panteón de la Asociación Argentina de Actores del Cementerio de la Chacarita.

## Filmografía
- 1980: Desde el abismo .
- 1977: Jacinta Pichimahuida se enamora.
- 1975: Los chiflados dan el golpe
- 1973: Proceso a una mujer libre.

## Televisión
- 1993: Apasionada.
- 1993: Luces y sombras.
- 1991/1993: Alta comedia.
- 1991: Chiquilina mía.
- 1990: Di Maggio .
- 1989: La extraña dama.
- 1987: Hombres de Ley.
- 1987: Quiero morir mañana.
- 1984: Tramposa.
- 1984: Pobre Clara.
- 1983: Pero estoy vivo.
- 1983: Costa Sur.
- 1982: Las 24 horas.
- 1982: Los siete pecados capitales.
- 1981: El ciclo de Guillermo Bredeston y Nora Cárpena.
- 1981: Los especiales de ATC.
- 1981: Los exclusivos del Nueve.
- 1981: Stefanía.
- 1978: Una promesa para todos.
- 1976/1977: Tiempo de vivir.
- 1975: Tu rebelde ternura.
- 1974: La casa, el teatro y usted.
- 1974: El teatro de Jorge Salcedo.
- 1974: Humor a la Italiana.
- 1973: El Teatro de Norma Aleandro.
- 1973: Teatro como en el teatro.
- 1972: Un extraño en nuestras vidas.
- 1972: La novela mensual.
- 1972/1973: Me llaman Gorrión.
- 1972/1973: Rolando Rivas, taxista.
- 1971: El teleteatro de Alberto Migré.
- 1971: Narciso Ibáñez Menta presenta.
- 1971: El amor tiene cara de mujer.
- 1971: Vendedor de ilusiones.
- 1970: Su comedia favorita.
- 1970: Hospital privado.
- 1970: Los parientes de la Galleguita.
- 1969: Cuando vuelvas a mí.
- 1969: El hombre que volvió de la muerte.[3]
- 1965: Show Rambler 1965

## Teatro
- La Celestina (1993)
- 300 millones (1992)
- Por los mandriles (1990)
- Dusse, la divina (1989/1990)
- Eqqus (1986)
- La bestia en la jungla (1985)
- Mirandolina (1983)
- De a 1 (1983)
- Fedra (1982)
- Los mirasoles (1982), junto a Catalina Speroni.
- El conventillo de la Paloma (1980/1981)
- El sombrero de paja de Italia (1979)
- Edipo en colono (1979)
- La importancia de llamarse ernesto (1977/1978)
- Hamlet (1977)
- Nuestra bella que duerme (1976)
- Antígona Vélez (1973)
- El casamiento de Laucha (1971)
- Peribañez y el comendador de ocaña (1968)
- Los fanáticos
- Destinos errantes
- Locos de verano
- Los árboles mueren de pie
- Esta noche hablamos de amor
- Mil años, un día [4]